# صربيا في حروب يوغوسلافيا
انخرطت صربيا في حروب يوغوسلافيا التي دارت بين عامي 1991 و1999 - وهي الحرب في سلوفينيا والحرب في كرواتيا والحرب في البوسنة والحرب في كوسوفو. من عام 1991 إلى عام 1997، كان سلوبودان ميلوشيفيتش رئيسًا لصربيا، وكانت صربيا جزءًا من جمهورية يوغوسلافيا الاتحادية، وقد جزمت المحكمة الجنائية الدولية ليوغوسلافيا السابقة أن ميلوشيفيتش كان يسيطر على القوات الصربية في البوسنة والهرسك وكرواتيا خلال الحروب التي دارت هناك من 1991 إلى 1995.
بتهمة دعم المتمردين الصرب في كرواتيا والبوسنة، عُلقت عضوية جمهورية يوغوسلافيا الاتحادية في معظم المنظمات والمؤسسات الدولية، وفُرضت عليها عقوبات اقتصادية وسياسية، فنجم عن ذلك كارثة اقتصادية وهجرة جماعية من البلاد. أدى قصف الناتو ليوغوسلافيا خلال حرب الكوسوفو إلى إلحاق أضرار كبيرة بالبنية التحتية والاقتصاد. بعد الحروب اليوغوسلافية، أصبحت موطنًا لأكبر عدد من اللاجئين والمشردين داخليًا في أوروبا.
عملت الإجراءات القضائية المختلفة في المحكمة الجنائية الدولية ليوغوسلافيا السابقة على التحقيق في المستويات المختلفة للمسؤولية التي يتحملها الجيش الشعبي اليوغوسلافي وقيادة جمهورية يوغوسلافيا الاتحادية وصربيا عن جرائم الحرب التي ارتكبها الصرب الإثنيون الذين استقروا في جمهوريات يوغوسلافيا السابقة الأخرى، في حين كُلفت حكومة صربيا بالقبض على العديد من الهاربين من أصل صربي لصالح المحكمة، وهو ما امتثلت له إلى حد كبير. أصبح ميلوشيفيتش أول رئيس دولة متهم بارتكاب جرائم حرب.
بعد صعود ميلوشيفيتش إلى السلطة واندلاع الحروب اليوغوسلافية، نشأت العديد من الحركات المناهضة للحرب في صربيا. تشير التقديرات إلى أنه ما بين 50,000 و200,000 شخص فروا من الجيش الشعبي اليوغوسلافي، في حين هاجر ما بين 100,000 و150,000 شخص من صربيا رافضين المشاركة في الحرب. لعبت بروباغندا ميلوشيفيتش دورًا مهمًا في الحروب.
بعد هزيمة حزب ميلوشيفيتش في الانتخابات المحلية لعام 1996، واندلاع الاحتجاجات المناهضة للحكومة 1996 – 1997 ومقاطعة المعارضة لانتخابات عام 1997 بسبب ظروفها غير النظامية، فاز تحالف المعارضة الواسع في انتخابات عام 2000. أسفر ذلك عن الإطاحة بسلوبودان ميلوشيفيتش، فقُبلت يوغوسلافيا الاتحادية في عضوية الأمم المتحدة واعتُقل ميلوشيفيتش وسُلم للمحاكمة بتهمة ارتكاب جرائم حرب.

## خلفية تاريخية
أظهر استطلاع عام 1990 الذي أُجري بين المواطنين اليوغوسلافيين أن العداء الإثني موجود ولكن على نطاق محدود. مقارنة بنتائج سابقة منذ 25 عامًا، كانت صربيا واحدة من الجمهوريات التي سجلت أدنى زيادة في التباعد الإثني، الذي ظل متوسطًا. كانت هناك زيادة كبيرة في التباعد الإثني لدى الصرب والمونتينيغريين تجاه الكروات والسلوفينيين والعكس صحيح. من بين جميع المستجيبين، قال 71% من الصرب أن انتمائهم إلى يوغوسلافيا مهم جدًا بالنسبة لهم.
أحكم ميلوشيفيتش سيطرته على وسائل الإعلام لتنظيم حملة دعائية تطرح فكرة أن الصرب كانوا الضحايا وتدعو إلى ضرورة إعادة ضبط يوغوسلافيا لاستدراك التحيز المزعوم ضد صربيا. أعقب ذلك ثورة ميلوشيفيتش المناهضة للبيروقراطية التي أُطيح فيها بحكومات فويفودينا وكوسوفو والجبل الأسود، مما أعطى ميلوشيفيتش المركز المهيمن بأربعة أصوات من أصل 8 في الرئاسة المشتركة ليوغوسلافيا.
نصَّ دستور يوغوسلافيا (دستور 1974)، في البداية، بمبادئه الأساسية، على أن «شعوب يوغوسلافيا، بدءًا من حق كل دولة في تقرير المصير، بما في ذلك الحق في الانفصال...». كان رأي القيادة الصربية في ذلك الوقت أن الحدود الداخلية ليوغوسلافيا مؤقتة. استُمد أساس هذا البيان من دستور يوغوسلافيا. صرح الرئيس سلوبودان ميلوشيفيتش، وهو أيضًا زعيم الحزب الاشتراكي الصربي، مرارًا وتكرارًا بأن جميع الصرب يجب أن يتمتعوا بالحق في الانضمام إلى صربيا. رفض ميخايلو ماركوفيتش، نائب رئيس اللجنة الرئيسية للحزب الاشتراكي الصربي، أي حل من شأنه أن يجعل الصرب أقلية خارج صربيا. واقترح إنشاء اتحاد يتكون من صربيا والجبل الأسود والبوسنة والهرسك ومقدونيا والصرب المقيمين في مناطق الحكم الذاتي الصربية كرايينا وسلافونيا وبارانيا وسريم.
أعلنت سلوفينيا وكرواتيا استقلالهما في 25 يونيو 1991. واعتُرف بهما دوليًا في 15 يناير 1992. أعلنت البوسنة والهرسك استقلالها في 5 مارس 1992 واعترفت بها الأمم المتحدة دوليًا في 22 مايو 1992. مع انهيار جمهورية يوغوسلافيا الاشتراكية الاتحادية، أعلنت صربيا والجبل الأسود أن جمهورية يوغوسلافيا الاتحادية هي الدولة الخلف الوحيدة لجمهورية يوغوسلافيا الاشتراكية الاتحادية، في 27 أبريل 1992. وبقيت غير شرعية خلال الصراع.

### الإعلام الصربي تحت حكم ميلوشيفيتش
من المعروف أن وسائل الإعلام الصربية خلال عهد ميلوشيفيتش كانت تتبنى القومية الصربية في حين تروج لكراهية الأجانب تجاه الإثنيات الأخرى في يوغوسلافيا. صُنف الألبانيون الأصليون على نطاق واسع في وسائل الإعلام على أنهم مناهضون ليوغوسلافيا معادون للثورة ومغتصبون ويشكلون تهديدًا على الأمة الصربية. عندما اندلعت الحرب في كرواتيا، عززت دورية بوليتيكا القومية الصربية، العداء تجاه كرواتيا والعنف.
في 5 يونيو 1991، كتبت بوليتيكا إكسبريس إصدارًا بعنوان «يجب أن يحصل الصرب على الأسلحة». في 25 يونيو 1991 و3 يوليو 1991، بدأت بوليتيكا في الترويج علنًا لتقسيم كرواتيا، ونقلت بوضوح عن يوفان ماريانوفيتش من حركة التجديد الصربية، قوله «يجب أن يأتي الجيش [اليوغوسلافي] إلى كرواتيا ويحتل خط بينكوفاتس – كارلوفاتس – باكراتس – بارانيا». في 25 يونيو 1991، ذكّرت بوليتيكا الصرب بالفظائع التي ارتكبتها الحركة الفاشية الكرواتية أوستاشا ضد الصرب خلال الحرب العالمية الثانية؛ «ينبغي عدم نسيان ياسينوفاتس [معسكر اعتقال تابع لأوستاشا أُنشأ في الحرب العالمية الثانية]».
عرضت وسائل الإعلام الحكومية الصربية خلال الحروب تقارير مثيرة للجدل أساءت إلى الفصائل الإثنية الأخرى. في أحد هذه البرامج، شجبت امرأة صربية كرواتية «السياسة الشيوعية» القديمة في كرواتيا، مدعية أنه في ظلها «سيتماهى غالبية الصرب في غضون عشر سنوات»، في حين قال شخص آخر «ستكون حدودنا حيث سُفك الدم الصربي بواسطة سكاكين أوستاشا». قال يوفان راشكوفيتش في عدة تقارير تابعة لتلفزيون الدولة الصربية، إن الشعب الكرواتي لديه «طبيعة لارتكاب أعمال الإبادة الجماعية».
لاحقًا، اعترف مدير إذاعة وتلفزيون صربيا في عهد ميلوشيفيتش، دوشان ميتيفيتش، في فيلم وثائقي لقناة بّي بي إس، بأن «ما أُثير على التلفزيون الحكومي من دعوةٍ إلى الحروب، أمور يمكننا الاعتراف بها الآن: معلومات خاطئة، وتقارير متحيزة. نُقلت مباشرة من ميلوشيفيتش إلى رئيس التلفزيون».

## النزاعات المسلحة
خلال حروب يوغوسلافيا في تسعينيات القرن العشرين، اعتبر الكثيرون خارج صربيا أن مفهوم صربيا الكبرى هو القوة الدافعة للحملات العسكرية التي شُنت لتشكيل الدول الصربية واستمرارها على أراضي الجمهوريات اليوغوسلافية المنشقة: كرواتيا (جمهورية كرايينا الصربية) والبوسنة والهرسك (الجمهورية الصربية).

### دور صربيا في الحرب السلوفينية
مباشرة بعد استفتاء الاستقلال السلوفيني، أعلن الجيش الشعبي اليوغوسلافي عن عقيدة دفاعية جديدة يمكن تطبيقها في جميع أنحاء البلاد. كان لا بد من استبدال نظام دفاع موجه مركزيًا بالعقيدة الاشتراكية «للدفاع الشعبي العام»، والتي تحافظ فيها كل جمهورية على قوة دفاع إقليمية. وحينها تفقد الجمهوريات دورها في الشؤون الدفاعية ويُنزع سلاح القوات الخاص بها وتُخضع لمقر قيادة الجيش الشعبي اليوغوسلافي في بلغراد. قاومت الحكومة السلوفينية هذه التحركات، ونجحت في ضمان إبقاء غالبية معدات الدفاع الإقليمية السلوفينية بعيدًا عن أيدي الجيش الشعبي اليوغوسلافي.
كان الجنرال فليكو كاديفيتش القائد الفعلي للجيش الشعبي اليوغوسلافي خلال حرب الاستقلال السلوفينية. سيطر الصرب والمونتينيغريون على سلاح الضباط. ومع ذلك، كان الجنود وقوات الصف من المجندين، ولم يكن لدى العديد منهم دافع قوي للقتال ضد السلوفينيين. شكل الألبانيون نحو 30% من جنود المنطقة العسكرية الخامسة، التي كانت تعمل في سلوفينيا. لم تكن حكومة ميلوشيفيتش قلقة بشأن استقلال سلوفينيا بشكل خاص، إذ لم تكن فيها أقلية صربية كبيرة. في 30 يونيو، اقترح وزير الدفاع الجنرال كاديفيتش على رئاسة يوغوسلافيا الاتحادية شن هجوم شامل على سلوفينيا لكسر المقاومة الشديدة غير المتوقعة. لكن ممثل الصرب، بوريساف يوفيتش، صدم المؤسسة العسكرية بإعلانه أن صربيا لن تدعم مزيدًا من الإجراءات العسكرية ضد سلوفينيا.